# Novoselivka, Hrebinka
Novoselivka (în ucraineană Новоселівка) este un sat în comuna Uleanovka din raionul Hrebinka, regiunea Poltava, Ucraina.

## Demografie
Componența lingvistică a localității Novoselivka
     Ucraineană (91,67%)
     Rusă (8,33%)
Conform recensământului din 2001, majoritatea populației localității Novoselivka era vorbitoare de ucraineană (91,67%), existând în minoritate și vorbitori de rusă (8,33%).